# Juklavatnet
Juklavatnet es un lago en el límite de los municipios de Kvinnherad y Jondal en la provincia Vestland, Noruega. Limita con el parque nacional Folgefonna y al oeste del glaciar Nordre Folgefonna. Es accesible mediante un camino que surge en la localidad de Nordrepollen en Mauranger, 10 km al sur del lago. Sirve como reservorio para la planta hidroeléctrica de Mauranger.